# Luxembourg aux Jeux olympiques d'été de 1972
Le Luxembourg  participe aux Jeux olympiques d'été de 1972 à Munich du 26 août au 11 septembre 1972. Il s'agit de sa 13e participation à des Jeux olympiques d'été.

## Athlétisme
Le Luxembourg aligne Charles Sowa aux épreuves d'athlétisme.

## Cyclisme
Le Luxembourg aligne Erny Kirchen et Lucien Didier aux épreuves de cyclisme.

## Escrime
Cinq hommes participent à l'escrime pour le Luxembourg.

## Tir
Le Luxembourg est représenté dans les compétitions de tir par Michel Braun (lb).

## Tir à l'arc
Le Luxembourg aligne deux sportifs dans les épreuves de tir à l'arc.